# خوسيليتو فيلازكيز
خوسيليتو فيلازكيز (بالإسبانية: Joselito Velázquez)‏ (مواليد 30 سبتمبر 1993) هو ملاكم مكسيكي، مثّل بلاده في الألعاب الأولمبية الصيفية 2016.

## روابط خارجية
خوسيليتو فيلازكيز على موقع بوكس ريك (الإنجليزية) (registration required)
- خوسيليتو فيلازكيز على موقع أوليمبيديا (الإنجليزية)